# ダーレスとスコラーの合作作品
アメリカ合衆国のホラー作家オーガスト・ダーレスとマーク・スコラーの合作作品について記載する。この作品群はクトゥルフ神話にも関連する。
ダーレスとスコラーは高校の同級生であり、高校時代から小説の合作をしていた。1931年の夏に故郷で再会した2人は、同居してアルバイトの合間に怪奇パルプ小説を書いて金を稼ごうと考える。かくして、ごく短期間で怪奇パルプが量産され、ダーレス神話が生まれた。
『潜伏するもの』『モスケンの大渦巻き』『湖底の恐怖』は発表前原稿がハワード・フィリップス・ラヴクラフトに送られ、賞賛された。
作品群は、1966年にアーカムハウスから単行本『Colonel Markesan and Less Pleasant People』が刊行されている。
1. 邪神の足音
2. 潜伏するもの
3. モスケンの大渦巻き
4. 湖底の恐怖
5. 納骨堂綺談

那智史郎は「ダーレスの怪奇小説は、どちらかといえば展開がスローモーだし平板なのだが、スコラーとの合作はテンポが早く、動きがあって面白い」と解説する。

## １：邪神の足音
『邪神の足音』（じゃしんのあしおと、原題：英: The Pacer）。『ウィアード・テールズ』1930年3月号に掲載された。
初期クトゥルフ神話の1つであり、ダーレス最初のクトゥルフ神話。固有の神話アイテムなどは登場しない。
同ダーレス&スコラーの神話作品『モスケンの大渦巻き』は、邪神の性質が似ている。

### 1あらすじ
過去
ロンドン、セント・ジョンズ・ウッド21番地の家には、科学者のジョン・ブレントが住んでいた。ブレントの理論は「死ぬと魂はエーテルの中に投げ出され、善良な魂は善に満ち、邪悪な魂には悪が充満する」「器さえあれば、魂を引き戻すのは容易にできる」というものであった。そしてこの第二理論は、善良な魂と邪悪な魂の区別をつけることができず、どの程度善悪が増量されているかもわからないという問題点を抱えていた。
ブレントは協力者を見つけ、実験の準備ができたことを友人のジョナサン・ロバーツに教える。ロバーツが外出から戻ったとき、ブレントは死んでおり、二階の一室が封鎖されており、協力者だという人物の行方もわからなかった。以後この家には、誰かが歩き回っているような怪音が聞こえるようになり、入居者は誰も長続きせず入れ替わる。
そして入居者の一人ホルマン・ダヴィッドが変死体で発見される。遺体は奇妙に硬化しており、異常に冷たかった。心臓麻痺を起こして階段を転落したと検視されたが、主治医からは疑問の声が上がった。
現在
幻想小説家のウィリアム・ラーキンズ氏は、新作執筆のための静かで落ち着いた仕事場を求めて、セント・ジョンズ・ウッド21番地の家を借りる。不動産屋から開かずの間と幽霊譚および先の住人達の説明を聞いたうえで、ラーキンズ氏は「二階に上がるつもりはない」と述べて契約する。引っ越してきてから6日目、ラーキンズ氏が小説を執筆していると、二階から耳障りな「足音のような」怪音が響いてくる。集中力を乱されたラーキンズ氏は、迷った末に、拳銃と懐中電燈で武装して階段を上る。二階には幾つかの部屋があったが、音は確かに開かずの間の扉の奥から響いて来ていた。
ラーキンズ氏は、扉を開ける前にもっと情報を集めようと、ブレントの協力者だったジョナサン・ロバーツに手紙を出す。ロバーツからの返信を読んでもはっきりとしたことはわからなかったが、ロバーツは最後に「ブレントの日記が残されているかもしれない」「裏庭のリラの木の下に妙に草が生えていない場所がある」付け加えていた。また過去の新聞でホルマン・ダヴィッドの死について調べたところ、彼が開かずの間を開けて何かを見た恐怖で死んだことが読み取れた。ふと庭の草のまばらな場所に目をやると、その形が「横向きに寝転んで体を丸めた」人間のシルエットのように見える。
またブレントの日記を探したところ、板の打ち付けられた暖炉の灰の中から、焼け焦げた2枚の紙片が出てくる。1枚目は「5月10日。成功していながら、それを世間に公表できない。裏庭にあいつを埋めた」、2枚目は「5月17日。死んだあいつがまだ歩き回っている。鍵をかけたあの部屋は外世界との戸口なのだ。あいつには3つの新しい生きた身体が必要なのだ」と、断片的ながら読み取れた。ラーキンズ氏はかつて読んだ論文に「古代の邪神を実体化させるために生贄にされ、極北の石のように冷たく硬化した3人の犠牲者」について書かれていたことを思い出す。
ラーキンズ氏は、ブレントの実験が成功して宇宙に接続し、今まさに自分に魔手が伸びかけていると察するも、荒唐無稽さを信じられず混乱する。そのとき再び足音が鳴り響いてくる。逃げるか、調べるか、ラーキンズ氏は後者を選択し、拳銃と懐中電燈を持って二階へと向かう。開かずの間の扉を開けて、懐中電燈で照らすと、室内に何もないにもかかわらず、足音は鳴り続けている。ラーキンズ氏は、窓がリラの木の真上にあることと、草の生えていない地面の上に影がかかっていることに気づく。影は雲のように立ち上って空中に停止すると、窓に向かって突進してくる。
恐ろしいものを目撃したラーキンズ氏は、一目散に階段を駆け下り、受話器を取ると、とりみだした声で電話交換手にロバーツの番号を急かす。電話に出たロバーツは、恐怖におののくラーキンズ氏の支離滅裂な証言と、受話器が落ちてぶつかる音と、銃声を聞く。銃声を聞いてすぐに駆けつけた巡査は、「まるで生気を吸い取られたように」冷たく硬直したラーキンズ氏の死体を発見する。死後硬直には早すぎる、不可解な変死体であった。また巡査は、誰かもうひとりが家の中にいたようだと、冷気と足音を感じたと証言している。3人分の生命力を吸収したそいつの行方は、誰も知らない。

### 1登場人物
- ウィリアム・ラーキンズ氏 - 幻想小説家。3作目を執筆するために家を借りた。超自然現象をうのみにしない性格。
- ジョン・ブレント - 科学者。謎の死を遂げた。エーテルから霊を引き出す理論を提唱し、古代の邪神についても知識があった。
- コリンズ - 不動産屋。ラーキンズ氏に幽霊譚を説明する。
- ホルマン・ダヴィッド - 過去の入居者。変死体で発見される。健康体で持病はなかった。
- ジョナサン・ロバーツ - ブレントの協力者だった人物。ブレントの死後は、彼の理論を荒唐無稽と断じている。
- 協力者の青年 - 素性不明。ブレントの「肉体から魂を分離し、別の魂を入れる」という実験に同意した。
- 邪神 - 不浄の権化。異界から呼び出され、人間の肉体に入った。「邪悪な顔つき」「宇宙的」と表現される。

### 1収録
- クト3、森川弘子訳
- 青心社『クトゥルーV 異次元の影』森川弘子訳

## ２：潜伏するもの
WT1932年8月号に掲載。クトゥルフ神話（ダーレス神話）であり、旧神が最初に登場した作品。

## ３：モスケンの大渦巻き
『モスケンの大渦巻き』（モスケンのおおうずまき、原題：英: Spawn of the Maelstrom）。1931年ごろに執筆され、WT1939年9月号に掲載された。ダーレスは『潜伏するもの』『湖底の恐怖』などと共に発表前の原稿をラヴクラフトへと送り、読んだラヴクラフトを喜ばせたが、正式発表はラヴクラフトの没後となり、かなり遅れる。
邦題は意訳であり、原題『Spawn of the Maelstrom』を直訳すると「メイルストロムの落とし子」「モスケンの大渦巻きの落とし子」となる。メイルストロムとは、ノルウェー語で「モスケンの大渦巻き」＝「モスケン島の渦潮」を意味する語の、慣習的な日本語音訳である。
ダーレス神話であり、また『湖底の恐怖』と共に、ダーレスの独自アイテム「五芒星形の石」が初登場した作品である。このアイテムは、ラヴクラフトが用いていた「旧き印」elder signという概念と合体して、後に「旧神の印」となる。本作を読んだラヴクラフトにも影響を与え、『インスマスの影』にはダーレス設定を継承したかのようなアイテム「Old Onesの印」が登場する。さらに、このアイテムはダーレス作品においても設定が変動する。
東雅夫は「ノルウェーの孤島に棲息する魔物が、人間になりかわってロンドンへ進攻しようとする妖異を描く」と解説している。

### 3あらすじ
モスケンの大渦巻きのすぐ近くのヴェムマ島には、不死の存在がいると伝説されていた。興味を抱いたジェイスン・ウォーリックを、ジョン卿は思いとどまらせようとするもできず、ウォーリックは冒険を強行する。ウォーリックの旅立ちをバシットから伝え聞いたジョン卿は心配し、事情をよく知らないバシットにヴェムマ島の伝説について説明する。
一方、ウォーリックは老いた司祭から伝説の詳細を聞き出す。司祭はウォーリックを説得できないことを知り、護符の石を授ける。だが、ウォーリックは本気にせずに、石を持たないまま島に渡る。そして、化物の実在を知り、死を覚悟してジョン卿への手紙を書き、瓶に詰めて海に投げ込む。その直後、ウォーリックは化物に乗っ取られる。瓶詰の手紙は地元の漁師に拾われ、石と共にイギリスのジョン卿の住所に郵送される。
別人のようになったウォーリックはイギリスへ帰国し、周囲を戸惑わせる。また、彼は手紙を出した相手をバシットだと言い出し、バシットはジョン卿だろうと訂正し、怪訝に思う。その後、ジョン卿の館からウォーリックがノルウェーから送った手紙が盗まれる。その際、夜警のサラットが殺され、氷のように硬直した状態で見つかる。犯人の顔を見たバシットは、ウォーリックであったことに戸惑いを隠せない。ジョン卿もウォーリックが盗んだことを認め、さらに夜警が殺されたのは本来の標的である自分と体形が似ていたと話す。
ジョン卿はバシットに、今のウォーリックは出かける前の彼とは別物だと説明する。さらにウォーリックの帰路上では同様の怪死事件が連続して起きており、疑惑が裏付けられる。ジョン卿は、肌身離さず身につけていたために盗難を逃れた手紙と石をバシットに渡す。これを読んだバシットはウォーリックの遺言であることを知る。
化物となったウォーリックは警察の手にはおえず、2人は自分達がウォーリックを滅ぼさなければならないと決意する。だがウォーリックは姿をくらまし、さらに被害者も増える。
ジョン卿は、知人にパーティを開催させてウォーリックを招待し、罠を張って待ちかまえる。しかしウォーリックは警戒しており、2人に近づいて来ようとしない。パーティが終わるころになってようやく、ふとしたタイミングで3人きりとなる。ジョン卿は、服をまさぐってライターを探すふりをして、ウォーリックに煙草のパックを手渡す。パックには「五芒星形の石」が仕込まれており、何気なく手渡されたウォーリックは動きが止まり、崩れ果てて悪臭を残して消え去る。
連続殺人事件とウォーリックの消失は未解決事件となる。バシットとジョン卿は真相を知りつつも口にできないが、ジョン卿の遺志に従い、バシットは己の体験した真実を記録に残す。

### 3登場人物
- ジェイスン・ウォーリック - 超自然の存在に興味を抱く。ノルウェーから帰国した後、性格が一変しており、友人達には怪訝に思われる。
- バシット - 語り手。ウォーリックの友人。
- ジョン・ハーディ卿 - ウォーリックの友人。ケント州のメルカム館に住む。
- サラット - ジョン卿の館の夜警。体形がジョン卿に似ており、襲われて殺される。
- レイディ・ドレイトン - ジョン卿とウォーリックの友人。終盤、パーティを開催する。
- ノルウェーの老司祭 - ウォーリックに伝説の怪物について警告し、説得を不可能と知ると「五芒星形の石」の護符を授ける。
- モスケンの大渦巻きの落とし子 - 島に封じられていた化物。どんな姿にもなれるが、人間の男の姿をしている。過去に2人の魂を奪い、続いてウォーリックの魂を奪ったことで、島を出ることができるようになった。変身してウォーリックに成り代わり、凶行をくり返す。犠牲者は氷のように硬直した変死体となる。

### 3収録
- クト12、岩村光博訳

### 3関連項目
- メエルシュトレエムに呑まれて - エドガー・アラン・ポーの小説。

## ４：湖底の恐怖
『湖底の恐怖』（こていのきょうふ、原題：英: The Horror from the Depths）。1931年ごろに執筆され、WT1940年10月号に掲載された。執筆から発表までの経緯は『潜伏するもの』『モスケンの大渦巻き』と同様。
ダーレス神話である。ダーレスが創造したオリジナル文献「告白録」と、旧神によって各地に封印された怪物達「クトゥルフの落とし子」にまつわる作品の一つ。また『モスケンの大渦巻き』と共に、ダーレスの独自アイテム「五芒星形の石」が初登場した作品である。
文献からヨーロッパの聖人に言及があるものの、本作品はアメリカが舞台となっており、キリスト教が成立するはるか以前の善悪の対立の延長にある。ラヴクラフトの善悪を超えた超越者たちとは異なり、怪物が邪悪として描写されているのもダーレスの特徴・個性となっている。
東雅夫は「B級怪獣映画を彷彿させる設定と展開は、このコンビならではの持ち味といえよう」と解説している。

### 4あらすじ
1931年、シカゴ万国博覧会の会場建設に関連して行われたミシガン湖での埋め立て工事の際、湖底から奇妙な生物の化石が発見される。工事関係者であるシャープは、博物館のホウムズ教授に骨を持ち込み、調査を依頼する。ラボに収納された化石は、「人が見てない隙に再生している」としか思えないような不可解な変異を見せ、教授は生命と知性を持っているのではないかと疑う。そんな折に、守衛が変死し、骨がなくなる。
シャープとホウムズ教授は、逃げ出した生物を捕らえるべきだと考え、調査の末に「ネクロノミコン」や「告白録」に行き着く。さらに、湖から何かが来ると2人に知らせた工事現場の夜警が殺され、危機感を強くした2人は、「告白録」から、かつてキリスト教の聖人が旧神の力を借りて邪神達を退けたという話を知り、アイテム「五芒星形の石」の必要性を知る。
ついに、波止場で数十名が死に、生き残った者たちも発狂するという大惨事が発生し、報道機関も混乱に陥る。
シャープは工事主任のテナントに事情を説明するが、テナントはギャングの仕業だと信じ切っており、邪神についても今夜仲間たちとともに銃殺すると言い出す。その夜、テナントらは湖底から現れた怪物達を迎撃するが通用せず、テナント以外の全員が殺される。怪物達が去った後に現場に向かった2人は、気を失ったテナントの胸ポケットから「五芒星形の石」をみつける。
意識を取り戻したテナントは、2人に「五芒星形の石」を湖岸で見つけたことを説明し、他にも存在する可能性を示唆する。シャープとホウムズは、「旧神が石で造った結界が、工事のせいで壊された」という真相を理解し、テナントが見つけた場所で大量の石を入手する。そして石を配置して巨大な五芒星形の魔法陣を造り、ラテン語の旧神の呪文を唱えると、北方からの風に乗って火柱が訪れ、旧神からクトゥルフの落とし子らに向けた死の光線が湖へと降り注ぐ。
ホウムズ教授が亡くなり、シャープは1931年の事件について初めて口を開く。

### 4登場人物
- シャープ - 主人公の一人・語り手。工事の責任者で、テナントの補佐役をしている。
- ジョーダン・ホウムズ教授 - 主人公の一人。フィールド自然史博物館の科学者。科学の無力を感じ、古書にすがる。
- ジョン・テナント - 工事の主任技師。迷信など信じず、銃で化物退治に臨む。
- ジェイムスン教授 - シカゴ大学の人類学者。シャープとホウムズ教授に、古書を読めとアドバイスする。
- クトゥルフの落とし子 - 「告白録」にて、旧支配者の眷属と記される存在。石の魔力で封印されていた。

### 4収録
- クト12、岩村光博訳

## ５：納骨堂綺談
『納骨堂綺談』（のうこつどうきだん、原題：英: The Occupant of the Crypt）。1931年ごろに執筆され、WT1947年9月号に掲載された。
那智史郎は「古い屋敷を訪れた主人公が、“開かずの間”の秘密をさぐるうちに、邪教が崇める海の妖怪に出くわす。神話固有の名前こそ出てこないものの、ダーレスはこの筋書きを、彼の神話作品で繰り返すようになる。ダーレス神話の原型のひとつと考えていい作品ではないだろうか」と解説する。
ダーレス単著の『彼方からあらわれたもの』とプロットが似ている。聖アウグスティヌスは修道士クリタヌス（告白録の著者）の師匠という設定である。

### 5あらすじ
イギリス、ブラックプールの、古代の邪教の僧院の跡に、ロンズディル屋敷が建てられた。屋敷の地下には納骨堂があり、入口は隠されている。このことは跡継ぎだけが知ることであったが、ふとアーサー（三男）の耳に入り、彼は財宝が隠されていると思い込む。そしてある日、屋敷を尋ねてきて行方不明となる。ヒラリー卿（次男）から連絡を受けて、サマセットとネイピア神父（長男）がやって来る。
ヒラリー卿は弟を探しに地下に降りて行き、他の者たちは待っていたが、妙な足音が聞こえてきて、だが卿が戻って来る様子はない。ネイピア神父とサマセットは卿を探しに地下へと降りる。ある部屋に行き着くと、蓋を外された棺があり、ラテン語の碑文で「棺に触れる者死すべし」と記されている。続いて、変死したアーサーと、「血を抜かれて」衰弱したヒラリーを見つけ、地上に連れ帰る。
ヒラリーは何者かに襲われたと証言し、入院する。ネイピアは、恐ろしいことが起こってしまったと理解し、友人のランバート教授に連絡する。サマセットは、ネイピア神父、アンバー・ジョイス、ランバート教授らの前で、先代の遺言状を公開する。曰く、地下の納骨堂は、おぞましい何かを、修道士たちが封じ込めたものなのだという。しかも、そいつは外に出て行った。執事が持ってきた新聞記事には、変死者が出たことが報道されており、外に解き放たれた化物の犠牲者が出ている。
男たちは、そいつを退治しなければと決断し、教授が持ってきた聖アウグスティヌスの祝福を受けた十字架とメダリオンで武装すると、運転手と共に怪物を探しに出かける。だが、化物が屋敷に引き返そうとしていることが判明する。屋敷には執事とアンバーが残っていたが、執事がやられ、続いて怪物はアンバーに襲いかかる。アンバーが命からがら十字架で抵抗すると、化物は怯えだし、男3人が駆け付けると、そいつは地下に逃げ込む。
サマセットは、失神したアンバーを解放する。神父と教授は地下に降り、血を吸う魔物に鉄の杭を打ち込んで殺す。

### 5登場人物
- エリック・サマセット - 弁護士か。先代の遺言状を管理している。
- チャールズ・ランバート教授 - ネイピアの友人。
- 初代 - ジョイスの曾祖父で、三兄弟の祖父。邸を建てた人物。納骨堂の秘密を、代々の長男だけに伝えるよう遺言した。
- 先代 - 三兄弟の父。手紙を遺していた。
- ネイピア神父 - 長男。聖職に就いたため、家督と財産は弟に譲った。
- ヒラリー・ロンズディル卿 - 次男。ロンズディル家の当主。
- アーサー - 三男。独立して別居中。行方不明。
- ミス・アンバー・ジョイス - 三兄弟の姪。サマセットを出迎える。
- フロビッシャー - ロンズディル家の執事。
- 運転手 - ロンズディル家の運転手。
- 化物 - 邪悪な海の魔物。血を吸う。「真っ黒な、一面に突起のある胴体」「血走った小さな眼」「長いぶらぶらする類人猿のような腕」などといった特徴がある。

### 5収録
- 真ク4&新ク2、渋谷比佐子訳

## その他
『Colonel Markesan and Less Pleasant People』に17作品収録。上記5作品と、下記2作品に邦訳あり。
戻ってきたアーノルド・ベントレー The Return of Andrew Bentley
WT1933年9月号掲載。珊瑚書房『カンタービル館の幽霊』（1960）収録。『ゲゲゲの鬼太郎』「モウリョウ」の元ネタ。
蘇った毒牙 Colonel Markesan
WT1934年6月号掲載。国書刊行会『ウィアード・テールズ2』（1984）収録。ゾンビ屋敷の怪異を題材とする。